# Concho
Concho, grupa plemena i bandi Taracahitian Indijanaca, porodica Juto-Asteci, nekada nastanjenih u područjima od ušća rijeke Rio Concho pa do Casas Grandesa u sjevernom Meksiku i Teksasu. Dva glavna plemena su Chinarra Indijanci koji su živjeli oko slanih jezera i području pješčanih dina u sjevernoj Chihuahui i pleme Chizo kod Big Benda na Rio Grande. Ostale manje bande Concha su: Abasopalme, Aycalme, Bachilmi, Baopapa, Cacalotito, Concho, Conejo, Coyamit, Guamichicorama, Guelasiguicme, Guiaquita, Julime, Mamite, Mesquite, Mosnala, Obone (Oposine), Olobayaguame, Olojasme, Polacme, Posalme, Sucayi, Tatamaste, Tocone, Topacolme, Xiximole, Yacchicaua, Yaculsari, Yaochane (Ahuchan, Ochan), Yeguacat.

## Život i običaji
Conchosi su bili lovci i sakupljači, po svoj prilici kulturno srodni plemenima Coahuiltecan, Tamaulipecan i drugim susjednim skupinama sjevernog Meksika. Lukom i strijelom služili su se u lovu na jelene, zečeve, ptice i drugu divljač, ali su se služili i zamkama u lovu na manju divljač. Na rijeci Concho lovili su ribu, služeći se pritom mrežama. 
Važan izvor hrane bilo je i kaktusovo voće, poznato kao 'tunas' (vidi sliku), oblika je smokve, slatkoga 'mesa' i pune sitnih sjemenki. Žene su odlazile u sakupljanje svega što je jestivo, orasi, korijenje i bobice. Bili su dobri znalci u poznavanju bilja i poznavali su njegovu ljekovitost.
Odjeća je bila oskudna, sastojala se od pregača preko ljeta, a zimi su nosili plašteve od zečjeg krzna. Sandale, koje poznajemo na američkom Jugozapadu, izrađivali su od biljnih vlakana. Tetovirali su se i bojali svoja tijela i lica.
Kuće Conchosa su kolibe, napravljene su od drvenog kostura i prekrivene kožama ili travom. Nisu bile osobito čvrste, jer su se Indijanci svako toliko selili, a u unutrašnjosti takve kolibe nalazile su se hasure pletene od trave, na kojima se moglo sjediti ili ležati. 

## Vanjske poveznice
- R. Edward Moore, The Concho Indians